# Isla Njao
La isla Njao se encuentra en la costa noroeste de la isla de Pemba, una de las dos islas principales del archipiélago de Zanzíbar, Tanzania. Junto con la mayor isla de Fundo, que se encuentra inmediatamente al sur, forma una barrera natural y rompeolas para el puerto del pueblo de Wete, que se encuentra a siete kilómetros al sureste.